# 城关镇 (白河县)
城关镇，是中华人民共和国陕西省安康市白河县下辖的一个乡镇级行政单位。

## 行政区划
城关镇下辖以下地区：
桥儿沟社区、清风社区、河街社区、狮子山社区、群力村、胜利村、牛角村、清风村、公路村、向荣村、幸福村、中营村、安坪村、安福村和安槐村。